# 中小義
中小義，是臺灣苗栗縣公館鄉的一個傳統地域名稱，位於該鄉西部。相較於今日行政區，其範圍大致與中義村相近。

## 歷史
台灣清治末期至日治初期，中小義地區為一街庄，稱為「中小義庄」，隸屬於苗栗一堡。該庄北與五穀崗庄為鄰，東與蔴齊藔庄、公館庄為鄰，南邊為福基庄，西南邊為石圍墻庄，西邊為中心埔庄。
1901年（日治明治三十四年）11月，全台廢縣廳改設二十廳，該庄隸屬於苗栗廳。1909年（明治四十二年）10月，合併二十廳為十二廳，該庄改隸屬於新竹廳。1920年（大正九年），廢十二廳改設五州二廳，該庄改制為「中小義」大字，隸屬於新竹州苗栗郡公館庄。
戰後公館庄改制為公館鄉，隸屬於新竹縣，大字亦改制為村。1950年桃、竹、苗分治，公館鄉改隸屬於苗栗縣。

## 聚落
本地區發展較早的聚落有中車路、小圍墻、義民埔等，在日治期初期的官方地圖上已有記載。此外，本地區尚有中小義、新港寮、圍牆等聚落。

## 交通
國道1號又稱「中山高速公路」，是台灣西部兩條縱向高速公路之一，大致以東北－西南走向經過中小義地區西北部邊界地帶。境內未設交流道，但東北側不遠處的省道台6線交會口設有苗栗交流道，由此進入可快速前往國道1號沿線各地。
縣道119甲線是尖山至龍泉的道路，大致以東北東—西南西走向經過本地區南部一小部分。由該道路向東北東經枋屋下轉北可前往公館市區東郊、大坑西北部、尖山中北部並止於鄉道苗25-1線路口，向西南西可前往關爺埔、七十份南部、龍泉並止於縣道119號路口。
縣道128號是通霄至公館的道路，大致以西南—東北走向經過本地區中部。由該道路向西南可前往銅鑼、西湖高埔、通霄並止於台鐵通霄車站前中山路（省道台1線舊線）路口，向東北可前往麻薺寮並止於省道台6線路口。
鄉道苗24線是中平至北寮的道路，其西側端點位於本地區中部偏西的縣道128號路口。由此向東可前往公館市區、大坑、上大坑、北寮並止於福基國小福德分校東側的省道台6線路口。
鄉道苗25線是頭屋至福基的道路，也是本地區主要的縱貫道路，大致以東北東—西南西走向轉橫向再轉縱向蜿蜒經過本地區。由該道路向東北東可前往五穀岡，轉南南東與省道台6線共線至麻薺寮，再轉北北東獨行可前往鶴子岡、尖山、二崗坪、頭屋市區並止於省道台13線路口；向南可前往關爺埔、石圍牆、福基並止於省道台6線路口。